# Baltimore (papillon)
Pour les articles homonymes, voir Baltimore (homonymie).
Euphydryas phaeton
Espèce
Le Baltimore (Euphydryas phaeton) est une espèce de lépidoptères de la sous-famille des Nymphalinae (famille des Nymphalidae).

## Dénomination
Euphydryas phaeton a été nommé en 1773 par Dru Drury sous le protonyme Melitaea phaeton.
Synonymes : Papilio phaeton Drury, [1773].

### Noms vernaculaires

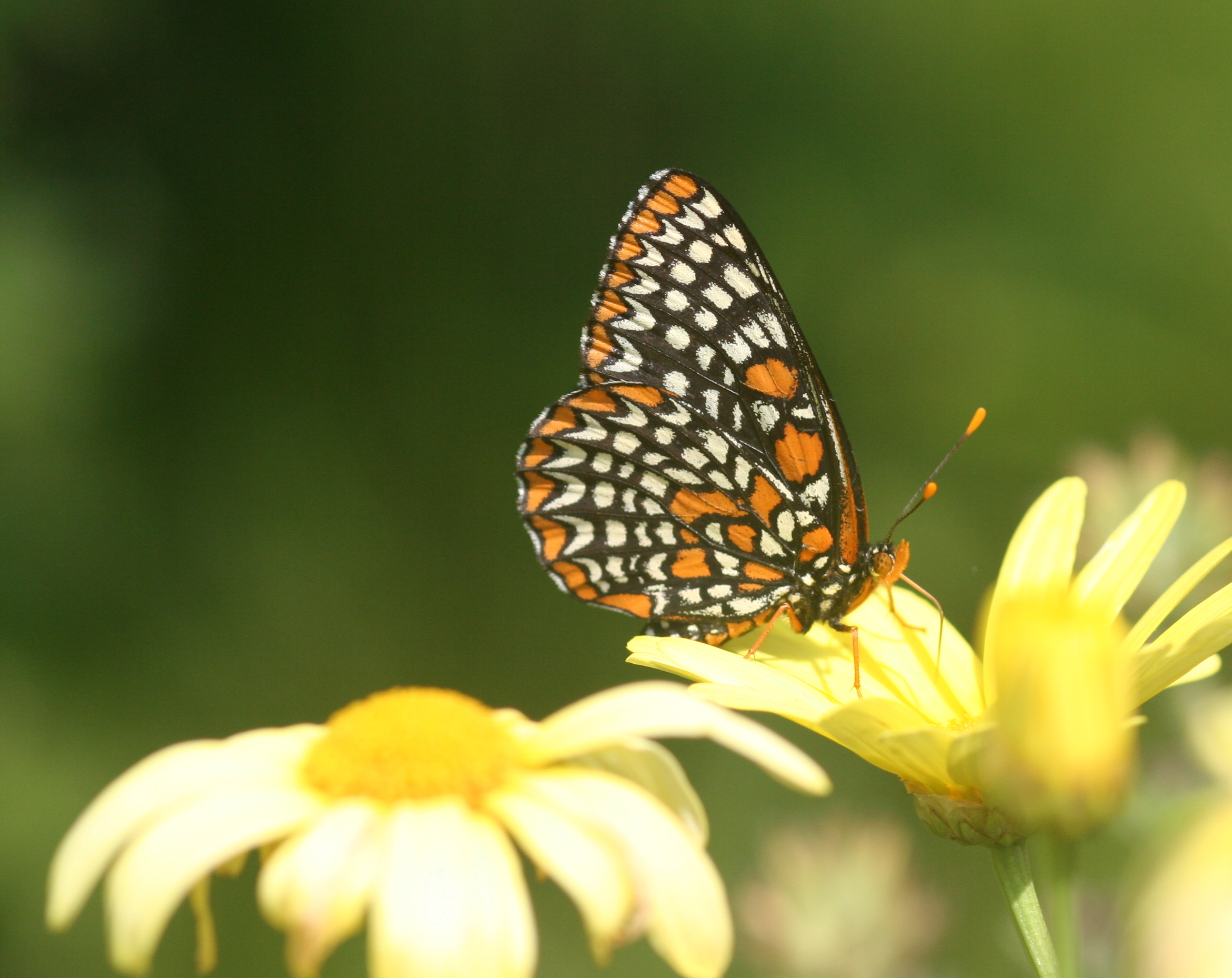
Revers du Baltimore.

Le Baltimore se nomme aussi en anglais Baltimore Checkerspot.

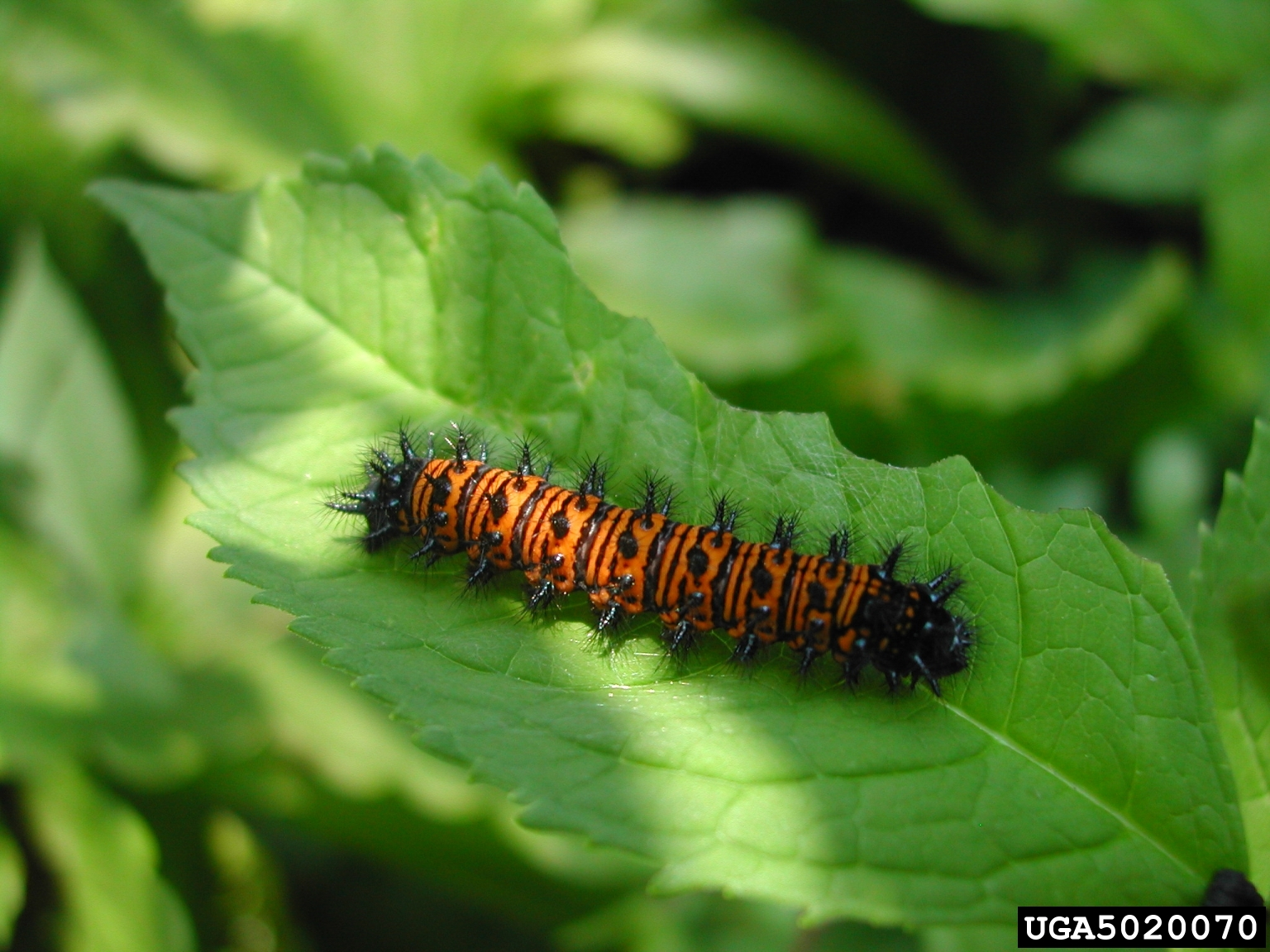
Chenille du Baltimore.

### Sous-espèces
- Euphydryas phaeton phaeton (Drury, 1773) - Maryland et Maine
- Euphydryas phaeton ozarkae Masters, 1968

## Description
Le Baltimore est un papillon de couleur variable, marron à noir orné d'une bande submarginale de damiers jaune orange à rouge, puis aux antérieures de plusieurs lignes  de petits damiers blancs et quelques damiers orange dans la partie basale, alors qu'aux postérieures ce sont seulement une ligne de chevrons blancs et une ligne de damiers blancs qui complètent l'ornementation de la bande submarginale de damiers orange.
Le revers présente la même ornementation en plus clair avec une  bande submarginale de damiers orange, plusieurs lignes de damiers blancs et des damiers orange dans l'aire basale.
Il a une envergure qui varie de 45 à 70 mm,.

### Chenille
Elle est noire annelée d'orange, ornée d'épines noires.

## Biologie
L'imago vole en une génération en mai juin dans le sud de son aire, entre juin et août dans le nord.
La chenille hiberne au quatrième stade, sur le sol dans des feuilles mortes.

### Plantes hôtes
Les plantes hôtes de la chenille sont avant l'hivernage Chelone glabra, Penstemon hirsutus, Aureolaria, Plantago lanceolata et après l'hivernage elles mangent aussi Fraxinus americana, Viburnum recognitum, Pedicularis canadensis, Lonicera japonica, Gerardia grandiflora Gerardia pedicularia,.

## Écologie et répartition
Le Baltimore est présent dans l'ouest de l'Amérique du Nord, au Canada de la Nouvelle-Écosse au sud du Manitoba et dans tout l'est des USA, jusqu'au nord du Mississippi et le nord-est de l'Oklahoma. Il existe de petits isolats au Texas et au Nebraska.

### Biotope

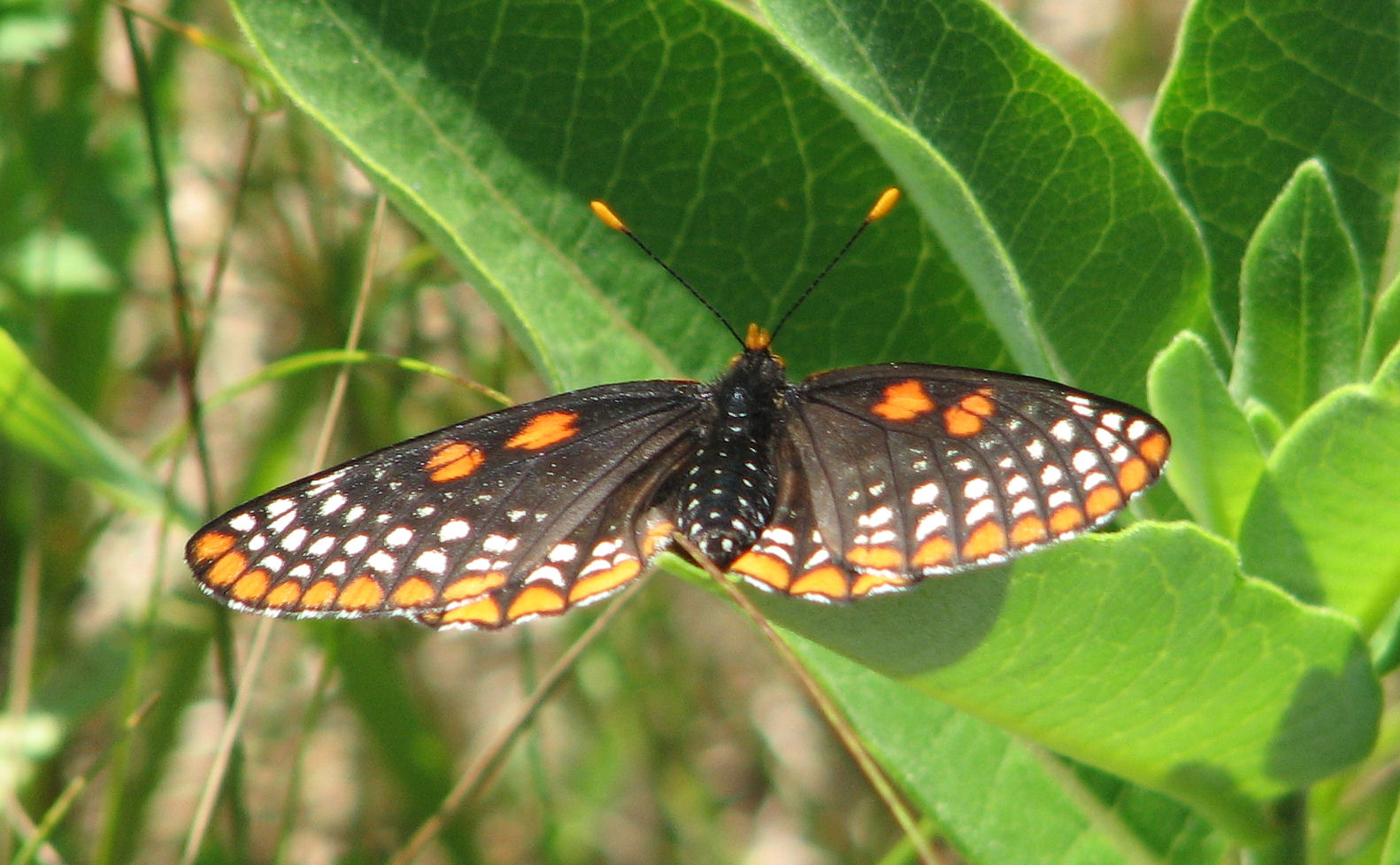
Euphydryas phaeton.

Il réside dans les prés humides.

### Protection
Pas de statut de protection particulier.